# Ricardo Villa
Ricardo Julio "Ricky" Villa (ur. 18 sierpnia 1952 w Roque Pérez) – argentyński piłkarz, pomocnik. Mistrz świata z roku 1978.
W ojczyźnie występował m.in. w Quilmes Atlético Club, San Martín Tucumán i Racingu. Po MŚ 78 wspólnie z Osvaldo Ardilesem
przeszedł do londyńskiego Tottenhamu, kosztował 375 000 funtów. Dla popularnych Kogutów do 1983 rozegrał 133 spotkania i strzelił 18 bramek. Najważniejszą z nich powtórzonym finale Pucharu Anglii z Manchesterem City w 1981, wygranym przez Spurs 3:2. Grał także w amerykańskim Fort Lauderdale Strikers oraz kolumbijskim Deportivo Cali. Karierę kończył w 1989 w zespole niższych lig argentyńskich - Defensa y Justicia.
W reprezentacji Argentyny rozegrał 25 spotkań. Podczas MŚ 78 pojawiał się na boisku dwukrotnie, za każdym razem w roli rezerwowego.